# مسجد أحمد إبراهيم
مسجد أحمد إبراهيم هو مسجد يقع في سنغافورة .

## التاريخ
بني مسجد أحمد إبراهيم في عام 1955، بني المسجد على أرض الترخيص المهنة المؤقت (تول)، يعرف المسجد أيضا باسم مسجد ني سون جالان أولو سيليتار، وكان أول إمام للمسجد هو الحاج كاتسير، في عام 1959 ساعد انسيك أحمد إبراهيم عضو مجلس النواب عن سيمباوانج في تطوير وتحسين مرافق مسجد أحمد إبراهيم، وفي عام 1961  تمت ترقية المسجد إلى مسجد كبير لمواجهة العدد المتزايد من المسلمين في المنطقة، وفي تصويت لتغيير اسم المسجد تم اختيار اسم انسيك أحمد إبراهيم وذلك لإسهاماته في المسجد، عقدت صلاة الجمعة الأولى بعد فترة وجيزة في سنة 1961، وعلى مر السنين تم إضافة العديد من التحسينات الأخرى إلى المسجد، وتعزيز قدرته الاستيعابية لتصل لحوالي 1000 مصلي .

## وصلات خارجية
- موقع مسجد أحمد إبراهيم الرسمي نسخة محفوظة 18 ديسمبر 2014 على موقع واي باك مشين.
- التجول الافتراضي لمسجد أحمد إبراهيم